# Bîstreț, Verhovîna
Bîstreț (în ucraineană Бистрець) este localitatea de reședință a comunei Bîstreț din raionul Verhovîna, regiunea Ivano-Frankivsk, Ucraina.

## Demografie
Componența lingvistică a localității Bîstreț
     Ucraineană (100%)
Conform recensământului din 2001, toată populația localității Bîstreț era vorbitoare de ucraineană (100%).